# Чисамба Лунгу
Чисамба Лунгу (на английски: Chisamba Lungu; 31 януари 1991, Кафуе) е замбийски футболист, полузащитник на екатеринбургския клуб „ФК Урал“ и националния отбор на Замбия.

## Кариера

### Клубна
Кариерата си Лунгу започва през 2006 г. в отбора ФК „Кафуе“ (настоящо име — „Кафуе Селтик“). През сезона 2007/08 г. е даден под наем в един от най-титулуваните клубове на Замбия, „ЗАНАКО“.
През януари 2009 г. Чисамба Лунгу е поканен от ереванския „Пюник“, заедно с друг замбийски футболист, Емануел Мбола.
През юли 2009 г. е отдаден под наем в грузинския „Зугдиди Баия“. Изигравайки в Грузии нелош сезон, през август 2010 г. Лунгу се присъединява към състава на екатеринбургския „ФК Урал“. Той става първият африкански играч в историята на клуба. Дебютът на футболиста в Първия дивизион на Русия е на 24 август, срещу „Авангард (Курск)“. Първият си гол в състава на „Урал“, Лунгу вкарва на 22 август 2012 г., като това става от дузпа в мача с белгородския „Салют“.

### За националния отбор
През 2008 г. Лунгу изиграва пет мача в състава на младежкия отбор на Замбия, а през 2010 г. дебютира в състава на основния отбор.
На 3 юни 2011 г. влиза в игра за олимпийския отбор на страната (до 23 години), в мач срещу олимпийския отбор на Алжир. Мачът завършва с победа на алжирците с резултат 3:0.
На 12 февруари 2012 г. играе за основния състав на Замбия в Купата на африканските нации, вкарвайки дузпата си в серията след редовното време във финалния мач.

## Постижения
- Купа на африканските нации: 2012
- Победител във ФНЛ: 2012/13
- Носител на Купата на ФНЛ: 2012, 2013